# Lista siturilor arheologice din județul Teleorman - L
Lista siturilor arheologice din județul Teleorman - L conține toate siturile arheologice din județul Teleorman înscrise în Repertoriul Arheologic Național (RAN) și aflate în localități al căror nume începe cu litera L. RAN este administrat de Ministerul Culturii și Patrimoniului Național și cuprinde date științifice, cartografice, topografice, imagini și planuri, precum și orice alte informații privitoare la zonele cu potențial arheologic, studiate sau nu, încă existente sau dispărute.
Puteți căuta un sit din localitățile care încep cu litera L folosind formularul de mai jos sau puteți naviga prin toate siturile din județ la Lista siturilor arheologice din județul Teleorman.
| Cod RAN                                | Denumire | Localitate                      | Adresă                | Datare           | Descoperit | Coordonate                                    | Imagine           | Erori            |
| -------------------------------------- | --- | ------------------------------- | --------------------- | ---------------- | ---------- | --------------------------------------------- | ----------------- | ---------------- |
| 153525.01.01                           | Situl arheologic de la Lăceni - Măgura / ansamblu anonim (Categorie: locuire civilă) (Tip: Așezare)              | sat Lăceni, comuna Orbeasca     | Măgura                | Boian - Giulești |            |                                               | Încărcați imagine | Raportați eroare |
| 153525.01.02                           | Situl arheologic de la Lăceni - Măgura / ansamblu anonim (Categorie: locuire civilă) (Tip: Așezare)              | sat Lăceni, comuna Orbeasca     | Măgura                | Gumelnița        |            |                                               | Încărcați imagine | Raportați eroare |
| 153525.01.03                           | Situl arheologic de la Lăceni - Măgura / ansamblu anonim (Categorie: locuire civilă) (Tip: așezare)              | sat Lăceni, comuna Orbeasca     | Măgura                |                  |            |                                               | Încărcați imagine | Raportați eroare |
| 152396.01.01 (Cod LMI: TR-I-s-B-14208) | Așezarea Latene de la Licuriciu - "Plai" / ansamblu anonim (Categorie: locuire civilă) (Tip: Așezare)            | sat Licuriciu, comuna Călinești | Plai                  | geto-dacică      |            | 44°05′45″N 25°12′11″E / 44.09583°N 25.20306°E | Încărcați imagine | Raportați eroare |
| 153133.01.01 (Cod LMI: TR-I-s-B-14209) | Tell-ul eneolitic de la Lisa - "Măgura de lângă moară" / ansamblu anonim (Categorie: locuire civilă) (Tip: Tell) | sat Lisa, comuna Lisa           | Măgura de lângă moară |                  |            | 43°46′29″N 25°09′31″E / 43.77472°N 25.15861°E | Încărcați imagine | Raportați eroare |